# Strahinja Mićović
Strahinja Mićović (in serbo Страхиња Мићовић?; Belgrado, 28 settembre 1992) è un cestista serbo.

## Palmarès
- Campionato bosniaco: 1

Igokea: 2016-17
- Campionato montenegrino: 1

Mornar Bar: 2017-18
- Coppa di Bosnia ed Erzegovina: 1

Igokea: 2017
- Coppa di Macedonia: 1

MZT Skopje: 2023